# Птице 2: Крај копна
Птице 2: Крај копна (енгл. The Birds II: Land's End) амерички је хорор филм из 1994. године, режисера Рика Розентала, са Бредом Џонсоном, Челси Филм, Џејмсом Нотоном, Јаном Рубешом и Типи Хедрен у главним улогама. Представља наставак филма Птице, култног класика Алфреда Хичкока из 1963.
Изазвао је катастрофалне реакције критичара и публике. И сама Хедрен је неколико година касније изјавила да је филм ужасан и да ју је срамота што га је снимила. Осим тога, додала је и да не сме ни да помисли шта би Хичкок рекао о филму да је жив. Редитељ Рик Розентал, претходно познат по свом раду на филму Ноћ вештица 2, био је толико посрамљен коначним изгледом филма да је затражио да се његово име избрише из свих реклама и постера. Због тога је потписан под псеудонимом Алан Смит.
Премијерно је приказан на Шоутајм телевизији, 14. марта 1994.

## Радња
Тед и Мери Хокен селе се са своје две ћерке у нову кућу на малом острву Источне обале САД-а. Убрзо затим, птице почињу да се понашају веома агресивно и нападају људе.

## Улоге
| Глумац          | Улога                   |
| --------------- | ----------------------- |
| Бред Џонсон     | Тед Хокен               |
| Челси Филд      | Мери Хокен              |
| Џејмс Нотон     | Френсис „Френк” Ирвин   |
| Јан Рубеш       | Карл                    |
| Типи Хедрен     | Мелани Данијелс / Хелен |
| Стефани Милфорд | Џил Хокен               |
| Меган Галачер   | Џоана Хокен             |
| Ричард Олсен    | др Рејберн              |